# Élections générales espagnoles de 2015 dans la Communauté valencienne
Les élections générales espagnoles de 2015 (en espagnol : Elecciones generales de España de 2015) se sont tenues le dimanche 20 décembre 2015 afin d'élire les 350 députés et 208 des 266 sénateurs de la XIe législature des Cortes Generales. 32 députés sont élus dans la Communauté valencienne (un député de moins que lors du dernier scrutin).

## Résultats
| Parti                  | Parti                                                   | Voix      | %     | +/-   | Sièges | +/-           |
| ---------------------- | ------------------------------------------------------- | --------- | ----- | ----- | ------ | ------------- |
|                        | Parti populaire (PP)                                    | 838 135   | 31,26 | 22,06 | 11     | 9             |
|                        | És el moment (Podemos-Compromís)                        | 673 549   | 25,12 | 20,31 | 9      | 8             |
|                        | Parti socialiste ouvrier espagnol (PSOE)                | 531 489   | 19,83 | 6,92  | 7      | 3             |
|                        | Ciudadanos (Cs)                                         | 424 621   | 15,83 | Nv.   | 5      | 5             |
|                        | Gauche unie (EUPV-UP)                                   | 111 963   | 4,18  | 2,33  | 0      | 1             |
|                        | Parti animaliste contre la maltraitance animale (PACMA) | 25 008    | 0,93  | 0,45  | 0      | en stagnation |
|                        | Union, progrès et démocratie (UPyD)                     | 17 303    | 0,65  | 4,95  | 0      | 1             |
|                        | Citoyens de centre démocrate (CCD)                      | 9 248     | 0,34  | Nv.   | 0      | en stagnation |
|                        | Vox                                                     | 7 283     | 0,27  | Nv.   | 0      | en stagnation |
|                        | Nous sommes Valenciens (SOMVAL)                         | 6 103     | 0,23  | Nv.   | 0      | en stagnation |
|                        | Recortes Cero-Grupo Verde (RC-GV)                       | 5 011     | 0,19  | Nv.   | 0      | en stagnation |
|                        | Parti communiste des peuples d'Espagne (PCPE)           | 4 341     | 0,16  | 0,01  | 0      | en stagnation |
|                        | Les Verts éco-pacifistes (LVEP)                         | 3 278     | 0,12  | Nv.   | 0      | en stagnation |
|                        | Autres partis                                           | 7 387     | 0,28  | -     | 0      | -             |
|                        | Vote blanc                                              | 16 133    | 0,60  | 0,50  |        |               |
|                        |                                                         |           |       |       |        |               |
| Suffrages exprimés     | Suffrages exprimés                                      | 2 680 852 | 99,14 |       |        |               |
| Votes nuls             | Votes nuls                                              | 23 170    | 0,86  |       |        |               |
| Total                  | Total                                                   | 2 704 022 | 100   | -     | 32     | 1             |
| Abstention             | Abstention                                              | 911 260   | 25,21 |       |        |               |
| Inscrits/Participation | Inscrits/Participation                                  | 3 615 282 | 74,79 |       |        |               |

### Résultats par provinces

#### Alicante
| Parti                  | Parti                                                   | Voix      | %     | +/-   | Sièges | +/-           |
| ---------------------- | ------------------------------------------------------- | --------- | ----- | ----- | ------ | ------------- |
|                        | Parti populaire (PP)                                    | 297 083   | 32,82 | 22,39 | 4      | 4             |
|                        | És el moment (Podemos-Compromís)                        | 201 610   | 22,27 | 19,16 | 3      | 3             |
|                        | Parti socialiste ouvrier espagnol (PSOE)                | 188 711   | 20,85 | 6,12  | 3      | 1             |
|                        | Ciudadanos (Cs)                                         | 154 397   | 17,06 | Nv.   | 2      | 2             |
|                        | Gauche unie (EUPV-UP)                                   | 33 397    | 3,69  | 2,81  | 0      | en stagnation |
|                        | Parti animaliste contre la maltraitance animale (PACMA) | 8 262     | 0,91  | 0,36  | 0      | en stagnation |
|                        | Union, progrès et démocratie (UPyD)                     | 5 570     | 0,62  | 4,98  | 0      | en stagnation |
|                        | Les Verts éco-pacifistes (LVEP)                         | 3 278     | 0,36  | Nv.   | 0      | en stagnation |
|                        | Vox                                                     | 2 227     | 0,25  | Nv.   | 0      | en stagnation |
|                        | Recortes Cero-Grupo Verde (RC-GV)                       | 1 761     | 0,19  | Nv.   | 0      | en stagnation |
|                        | Parti communiste des peuples d'Espagne (PCPE)           | 1 741     | 0,19  | 0,05  | 0      | en stagnation |
|                        | Autres partis                                           | 1 883     | 0,21  | -     | 0      | -             |
|                        | Vote blanc                                              | 5 293     | 0,58  | 0,56  |        |               |
|                        |                                                         |           |       |       |        |               |
| Suffrages exprimés     | Suffrages exprimés                                      | 905 213   | 99,13 |       |        |               |
| Votes nuls             | Votes nuls                                              | 7 952     | 0,87  |       |        |               |
| Total                  | Total                                                   | 913 165   | 100   | -     | 12     | en stagnation |
| Abstention             | Abstention                                              | 338 776   | 27,06 |       |        |               |
| Inscrits/Participation | Inscrits/Participation                                  | 1 251 941 | 72,94 |       |        |               |

#### Castellón
| Parti                  | Parti                                                   | Voix    | %     | +/-   | Sièges | +/-           |
| ---------------------- | ------------------------------------------------------- | ------- | ----- | ----- | ------ | ------------- |
|                        | Parti populaire (PP)                                    | 98 474  | 31,82 | 21,02 | 2      | 1             |
|                        | És el moment (Podemos-Compromís)                        | 74 732  | 24,15 | 20,14 | 1      | 1             |
|                        | Parti socialiste ouvrier espagnol (PSOE)                | 66 590  | 21,52 | 8,04  | 1      | 1             |
|                        | Ciudadanos (Cs)                                         | 48 328  | 15,62 | Nv.   | 1      | 1             |
|                        | Gauche unie (EUPV-UP)                                   | 9 605   | 3,10  | 2,19  | 0      | en stagnation |
|                        | Parti animaliste contre la maltraitance animale (PACMA) | 2 252   | 0,73  | 0,32  | 0      | en stagnation |
|                        | Citoyens de centre démocrate (CCD)                      | 2 137   | 0,69  | Nv.   | 0      | en stagnation |
|                        | Union, progrès et démocratie (UPyD)                     | 1 743   | 0,56  | 3,49  | 0      | en stagnation |
|                        | Vox                                                     | 921     | 0,30  | Nv.   | 0      | en stagnation |
|                        | Parti communiste des peuples d'Espagne (PCPE)           | 509     | 0,16  | 0,03  | 0      | en stagnation |
|                        | Recortes Cero-Grupo Verde (RC-GV)                       | 489     | 0,16  | Nv.   | 0      | en stagnation |
|                        | Démocratie nationale (DN)                               | 471     | 0,15  | Nv.   | 0      | en stagnation |
|                        | Nous sommes Valenciens (SOMVAL)                         | 467     | 0,15  | Nv.   | 0      | en stagnation |
|                        | Pays valencien maintenant (Ara PV)                      | 413     | 0,13  | 0,38  | 0      | en stagnation |
|                        | Initiative féministe (IFem)                             | 261     | 0,08  | Nv.   | 0      | en stagnation |
|                        | Vote blanc                                              | 2 093   | 0,68  | 0,72  |        |               |
|                        |                                                         |         |       |       |        |               |
| Suffrages exprimés     | Suffrages exprimés                                      | 309 485 | 98,94 |       |        |               |
| Votes nuls             | Votes nuls                                              | 3 330   | 1,06  |       |        |               |
| Total                  | Total                                                   | 312 815 | 100   | -     | 5      | en stagnation |
| Abstention             | Abstention                                              | 104 382 | 25,02 |       |        |               |
| Inscrits/Participation | Inscrits/Participation                                  | 417 197 | 74,98 |       |        |               |

#### Valence
| Parti                  | Parti                                                   | Voix      | %     | +/-   | Sièges | +/-           |
| ---------------------- | ------------------------------------------------------- | --------- | ----- | ----- | ------ | ------------- |
|                        | Parti populaire (PP)                                    | 442 578   | 30,19 | 22,05 | 5      | 4             |
|                        | És el moment (Podemos-Compromís)                        | 397 207   | 27,09 | 21,06 | 5      | 4             |
|                        | Parti socialiste ouvrier espagnol (PSOE)                | 276 188   | 18,84 | 7,19  | 3      | 1             |
|                        | Ciudadanos (Cs)                                         | 221 896   | 15,13 | Nv.   | 2      | 2             |
|                        | Gauche unie (EUPV-UP)                                   | 68 961    | 4,70  | 2,07  | 0      | 1             |
|                        | Parti animaliste contre la maltraitance animale (PACMA) | 14 494    | 0,99  | 0,54  | 0      | en stagnation |
|                        | Union, progrès et démocratie (UPyD)                     | 9 990     | 0,68  | 5,25  | 0      | 1             |
|                        | Citoyens de centre démocrate (CCD)                      | 7 111     | 0,49  | Nv.   | 0      | en stagnation |
|                        | Nous sommes Valenciens (SOMVAL)                         | 5 232     | 0,36  | Nv.   | 0      | en stagnation |
|                        | Vox                                                     | 4 135     | 0,28  | Nv.   | 0      | en stagnation |
|                        | Recortes Cero-Grupo Verde (RC-GV)                       | 2 761     | 0,19  | Nv.   | 0      | en stagnation |
|                        | Parti communiste des peuples d'Espagne (PCPE)           | 2 091     | 0,14  | 0,02  | 0      | en stagnation |
|                        | Pays valencien maintenant (Ara PV)                      | 1 482     | 0,10  | 0,16  | 0      | en stagnation |
|                        | Autres partis                                           | 3 281     | 0,22  | -     | 0      | -             |
|                        | Vote blanc                                              | 8 747     | 0,60  | 0,42  |        |               |
|                        |                                                         |           |       |       |        |               |
| Suffrages exprimés     | Suffrages exprimés                                      | 1 466 154 | 99,20 |       |        |               |
| Votes nuls             | Votes nuls                                              | 11 888    | 0,80  |       |        |               |
| Total                  | Total                                                   | 1 478 042 | 100   | -     | 15     | 1             |
| Abstention             | Abstention                                              | 468 102   | 24,05 |       |        |               |
| Inscrits/Participation | Inscrits/Participation                                  | 1 946 144 | 75,95 |       |        |               |